# Andrew Majda
Andrew Joseph Majda (30 de enero de 1949-12 de marzo de 2021) fue un matemático estadounidense y profesor Morse de Artes y Ciencias en el Instituto Courant de Ciencias Matemáticas de la Universidad de Nueva York. Es conocido por sus contribuciones teóricas a las ecuaciones diferenciales parciales, así como por sus contribuciones aplicadas a diversas áreas que incluyen ondas de choque, combustión, flujo incompresible, dinámica de vórtices y ciencias atmosféricas. Majda está catalogado como un investigador de matemáticas altamente citado por el ISI.

## Carrera
Nació en East Chicago, Indiana, Majda recibió un B.S. Licenciado en matemáticas de la Universidad de Purdue en 1970. Luego recibió un M.S. y Ph.D. grados en matemáticas de la Universidad de Stanford en 1971 y 1973, respectivamente. Su Ph.D. el asesor de tesis fue Ralph S. Phillips. Comenzó su carrera científica como instructor en el Instituto Courant de Ciencias Matemáticas de 1973 a 1975. Antes de regresar al Instituto Courant en 1994, ocupó una cátedra en la Universidad de Princeton durante 1984-1994, la Universidad de California, Universidad de Berkeley durante 1978-1984, y la Universidad de California, Los Ángeles durante 1976–1978. En el Instituto Courant, Majda ha sido fundamental en la creación del "Centro para la ciencia de la atmósfera y el océano", que tiene como objetivo promover la investigación interdisciplinaria con las matemáticas aplicadas modernas en el modelado y la predicción climática.

## Honores y premios
- El Leroy P. Steele Prize por una contribución fundamental a la investigación - 2016[3]
- Premio Lagrange of ICIAM - 2015[4]
- Norbert Wiener Prize in Applied Mathematics - 2013[5]
- Doctorado Honorario en Ciencias y Profesor Honorario, Fudan University, Shanghái, China - 2008
- Medalla del College de France - 2007
- Premio del alcalde de la ciudad de Nueva York a la excelencia en ciencias matemáticas, físicas y de ingeniería - 2004
- Doctorado honoris causa en Ciencias, Purdue University - 2000
- Gibbs Lecturer de la American Mathematical Society - 1995
- Premio de la Academia Nacional de Ciencias en Matemática Aplicada y Análisis Numérico - 1992
- John von Neumann Lecture Prize de la SIAM - 1990[6]
- Medalla del College de France - 1982

Majda fue miembro de la National Academy of Sciences, American Physical Society, y de la Society for Industrial and Applied Mathematics. En 2012 se convirtió en miembro de la American Mathematical Society.

## Libros
- Information theory and stochastics for multiscale nonlinear systems with Rafail V. Abramov, Marcus J. Grote, American Mathematical Society, 2005.
- Vorticity and Incompressible Flow with Andrea L. Bertozzi, Cambridge University Press, 2008.
- Nonlinear Dynamics and Statistical Theories for Basic Geophysical Flows with Xiaoming Wang, Cambridge University Press, 2009.
- Filtering Complex Turbulent Systems with John Harlim, Cambridge University Press, 2012.
- Introduction to Turbulent Dynamical Systems in Complex Systems, Springer, 2016.